# Cricula andamanica
Cricula andamanica är en fjärilsart som beskrevs av Jordan 1909. Cricula andamanica ingår i släktet Cricula och familjen påfågelsspinnare. Inga underarter finns listade i Catalogue of Life.